# Évelyne Grandjean
Pour les articles homonymes, voir Grandjean.
Évelyne Grandjean, née le 7 avril 1939 à Versailles, est une actrice française.

## Biographie
Elle est apparue dans de nombreux jeux télévisés depuis les années 1970, tels Les Jeux de 20 heures et L'Académie des neuf, Les Incollables, la Timbale et a animé plusieurs émissions de radio comme Des parasites sur l'antenne aux côtés de Thierry Le Luron et Pierre Desproges sur France Inter. Elle joue également des sketches sur scène avec Pierre Desproges en 1977-1978. En 1978, elle participe au jeu "Le Francophonissime" où elle représente la France.
Évelyne Grandjean a doublé de nombreux films et dessins animés, ainsi que des émissions comme Vidéo Gag et Les Guignols de l'info.
Elle est l'auteur de plusieurs spectacles et pièces de théâtre, dont Un œil plus bleu que l'autre joué au théâtre de la Gaîté-Montparnasse par Jean-Pierre Cassel et Dominique Labourier en 1990, et de plusieurs scénarios de téléfilms.

## Théâtre

### Comédienne
- 1956 : Guten Tag, Gutenberg ! de Jacques Aeschlimann, mise en scène Marcel Merminod, Radio-Lausanne
- 1960 : Les Oiseaux d'Aristophane, mise en scène Guy Kayat, théâtre des Arts
- 1962 : Le Manège conjugal de Goffredo Parise, mise en scène Marie-José Laurent, théâtre de Poche Montparnasse
- 1963 : Le Printemps de Marc'O, mise en scène de l'auteur, théâtre Récamier
- 1965 : La Nuit de Lysistrata d'Aristophane, mise en scène Gérard Vergez, théâtre Édouard VII
- 1965 : Caviar ou Lentilles de Giulio Scarnicci et Renzo Tarabusi, mise en scène Gérard Vergez, Théâtre Antoine
- 1966 : Amphitryon de Molière, mise en scène Henri Massadau, Comédie de Bourges
- 1967 : Six personnages en quête d'auteur de Luigi Pirandello, mise en scène Gabriel Monnet, Comédie de Bourges
- 1970 : Ce soir on improvise de Luigi Pirandello, mise en scène Gérard Vergez, Festival d'Avignon
- 1972 : Le Million de Georges Berr et Marcel Guillemaud, mise en scène Francis Morane, Salle des fêtes de Maison-Alfort
- 1974 : Ce soir, on improvise de Luigi Pirandello, mise en scène Jacques Destoop
- 1976 : Pourquoi pas moi ? de Catherine Allégret et Évelyne Grandjean, Coupe-Chou Beaubourg
- 1977 : Qu'elle était verte ma salade d'Évelyne Grandjean et Pierre Desproges, mise en scène Sophie Deschaumes, Aux Quatre Cents Coups
- 1980 : Faut pas payer ! de Dario Fo, mise en scène Jacques Échantillon, Les Tréteaux du Midi
- 1982 : Les Strauss de Georges Coulonges, mise en scène Jean-Louis Barrault, Théâtre du Rond-Point
- 1984 : Deux hommes dans une valise de Peter Yeldham et Donald Churchill, mise scène Jean-Luc Moreau, théâtre de la Porte Saint Martin
- 1986 : Les Clients de Jean Poiret, mise en scène Bernard Murat, théâtre Édouard VII
- 1993 : Le Parfum de Jeanette de Françoise Dorner, mise en scène Annick Blancheteau, Studio des Champs-Elysées
- 1995 : L'Argent du beurre de Louis-Charles Sirjacq, mise en scène Étienne Bierry, Théâtre de Poche Montparnasse

### Auteure
- 1976 : Pourquoi pas moi ? avec Catherine Allégret, Coupe-Chou Beaubourg
- 1977 : Qu'elle était verte ma salade avec Pierre Desproges, mise en scène Sophie Deschaumes, Aux Quatre Cents Coups
- 1990 : Un œil plus bleu que l'autre, mise en scène Annick Blancheteau, théâtre de la Gaîté-Montparnasse

## Filmographie

### Actrice

#### Cinéma
- 1977 : Dis bonjour à la dame de Michel Gérard
- 1978 : Vas-y maman, de Nicole de Buron
- 1980 : Rendez-moi ma peau de Patrick Schulmann
- 1982 : On s'en fout, nous on s'aime de Michel Gérard
- 2019 : Trouble de et avec Catherine Diran

#### Télévision
- 1973 : Au théâtre ce soir : Le Million de Georges Berr et Marcel Guillemaud, mise en scène Francis Morane, réalisation Georges Folgoas, théâtre Marigny
- 1978 : Madame le juge, épisode Un innocent : la greffière
- 1979 : Madame de Sévigné : Idylle familiale avec Bussy-Rabutin téléfilm de Gérard Pignol et Jacques Vigoureux : Madame de Sévigné
- 1995 : Les Grandes Personnes de Daniel Moosmann : sœur Agnès
- 1996 : Karine et Ari de Dominique Masson et Emmanuel Fonlladosa
- 1999 : Maigret, épisode Maigret et la fenêtre ouverte : Madeleine Le Goff
- 2011 : Fais pas ci, fais pas ça : Mamita
- 2012 : Le Jour où tout a basculé, épisode Mon beau-fils ma mise dehors : Annick
- 2015 : Plus belle la vie : Dorothée Marcellin-Bourdieu
- Depuis 2015 : Scènes de ménages : Gisèle, une amie de Raymond et Huguette
- 2017 : Joséphine, ange gardien, épisode Trois campeurs et un mariage : la grand-mère d'Arthur

### Scénariste
- 1995 : Bébé coup de foudre, téléfilm de Michel Lang
- 1997 : Une femme d'action, téléfilm de Didier Albert
- 1997 : Une patronne de charme, téléfilm de Bernard Uzan
- 1998 : Le Temps d'un éclair, téléfilm de Marco Pauly
- 2002 : Une maison dans la tempête, téléfilm de Christiane Lehérissey

## Doublage

### Cinéma

#### Films
- Cloris Leachman dans :
  - La Folle Histoire du monde (1981) : Mme Defarge
  - Les Allumés de Beverly Hills (1993) : Mémé
- 1983 : Escroc, Macho et Gigolo : Annunziata Pipino (Joan Call)
- 1988 : Elvira, maîtresse des ténèbres : Elvira (Cassandra Peterson)
- 1996 : L'Île au trésor des Muppets : Mme Bluveridge (Jennifer Saunders)
- 1997 : Trait pour trait : Rita Mosley (Olympia Dukakis)
- 2001 : 102 Dalmatiens : Agnes Wilford (Carol MacReady (en))
- 2002 : Kermit, les années têtard : Vicki le boa (Alice Dinnean (en)) (voix)
- 2006 : Garfield 2 : un des deux canards [Qui ?] (voix)
- 2009 : Le Drôle de Noël de Scrooge : Mme Cratchit (Lesley Manville)
- 2010 : Greenberg : la vétérinaire (Norizzela Monterroso)
- 2016 : Absolutely Fabulous, le film : Lubliana (Marcia Warren)
- 2019 : Noëlle : Elf Polly (Shirley MacLaine)
- 2019 : Bernadette a disparu : Ellen Idelson (Kate Burton)
- 2022 : Spirited : L'Esprit de Noël : ? (?)
- 2022 : Sortie de piste (sv) : ? (?)
- 2022 : Ton Noël ou le mien ? (en) : Nan (June Watson)

#### Films d'animation
- 1955[n 1] : La Belle et le Clochard : la femme à la réception
- 1978[3] : La Folle Escapade : Hyzenthlay
- 1984[4] : La Marmite de Porridge[5] : un enfant (court-métrage)
- 1986 : Astérix chez les Bretons : Bonemine
- 1987 : Le Petit Grille-pain courageux : Blanky (Couverture), la mère de Rob, le deuxième visage de la machine à coudre
- 1994 : Le Septième Petit Frère : Mme Magpie
- 1996 : James et la Pêche géante : Mme Coccinelle
- 1998 : Le Monde magique de la Belle et la Bête : Chandellina
- 1998 : 1 001 Pattes : Dr Flora
- 1998 : Buster et Junior : la reine Thérèse, Brunhilde
- 1999 : Scooby-Doo et le Fantôme de la sorcière : Sarah Ravencroft
- 2000 : Chicken Run (version DVD) : Bunty (Bernadette)
- 2001 : Monstres et Cie : Mme La Fuite
- 2001 : Le Petit Dinosaure : La Pluie d'étoiles glacées : la mère de Becky
- 2002 : Cendrillon 2 : Une vie de princesse : la marraine-fée (chant)
- 2002 : Le Royaume des chats : Natoru
- 2003 : Frère des ours : la veuve imaginaire
- 2004 : Mickey, il était deux fois Noël : le lutin en bois de la fabrique du Père Noël
- 2005 : Le Petit Dinosaure : L'Invasion des Minisaurus : la mère de Becky
- 2006 : Rox et Rouky 2 : Mamie Rose
- 2007 : Nocturna, la nuit magique : Ébouriffeuse
- 2007 : Les Rois de la glisse : Edna Maverick
- 2007 : Le Sortilège de Cendrillon : la marraine-fée (chant)
- 2012 : L'Âge de glace 4 : La Dérive des continents : Mémé, la grand-mère de Sid
- 2012 : Le Lorax : Norma, la grand-mère de Ted (chant)
- 2013 : Ma maman est en Amérique, elle a rencontré Buffalo Bill : Mme Moinot
- 2013 : L'Apprenti Père Noël et le Flocon magique : Solange Folichon
- 2013 : Le Père Frimas : ? (court-métrage)
- 2014 : Tom et Jerry et le Dragon perdu : la femme du chef du village
- 2016 : L'Âge de glace : Les Lois de l'Univers : Mémé
- 2016 : Big Fish & Begonia : Chun âgée
- 2017 : Coco : Máma Coco
- 2018 : Destination Pékin ! : Edna[n 2]
- 2021 : Raya et le Dernier Dragon : Dang Hu

### Télévision

#### Séries télévisées
- Kate Burton dans (8 séries) :
  - Grey's Anatomy (2005-2021) : Dr Ellis Grey (24 épisodes)
  - The Good Wife (2009-2012) : la juge Victoria Adler (3 épisodes)
  - New York, unité spéciale (2011) : Annette Cole (saison 12 épisode 18)
  - Grimm (2011-2017) : Marie Kessler (3 épisodes)
  - Scandal (2012-2018) : la vice-présidente Sally Langston (42 épisodes)
  - Extant (2015) : Fiona Stanton (6 épisodes)
  - Mr. Mercedes (2018) : Melanie McDonald (3 épisodes)
  - This Is Us (2018) : Barbara (saison 2, épisodes 11 et 12)
  - Supergirl (2019-2021) : Isabel Nal (3 épisodes)
- 1991 : 66 Chump Avenue : Jenny Mogg (Judy Preece)
- 1992 : Le Prince de Bel-Air : elle-même (Oprah Winfrey) (saison 3, épisode 9)
- 1993-1994 : Dinosaures : Frances « Fran » Sinclair (Jessica Walter) (2e voix)
- 2008 : Little Britain USA : Celia Pincher (Geraldine James)
- 2009 : Ghost Whisperer : Marla (Elizabeth Peña) (saison 4, épisode 12)
- 2009-2017 : Vampire Diaries : Sheila Bennett (Jasmine Guy) (15 épisodes)
- 2010-2011 : Bored to Death : Belinda (Olympia Dukakis) (4 épisodes)
- 2010-2015 : Parenthood : Camille Braverman (Bonnie Bedelia) (103 épisodes)
- 2011 : Mildred Pierce : Ida Corwin (Mare Winningham) (mini-série)
- 2011 : Desperate Housewives : Miss Charlotte (Stephanie Faracy (en))
- 2012-2013 : Downton Abbey : Martha Levinson (Shirley MacLaine) (3 épisodes)
- 2013 : Broadchurch : Liz Roper (Susan Brown) (7 épisodes)
- 2014 : American Horror Story : Dora Ross (Patti LaBelle) (5 épisodes)
- 2014 : Devious Maids : Velma Mudge (June Squibb) (saison 2, épisodes 9 et 10)
- 2014-2019 : Jane the Virgin : Alba « Abuela » Villanueva (Ivonne Coll) (99 épisodes)
- 2017 : Braquage à la suédoise (sv) : Jenny Bertilsson (Lotta Tejle (sv))
- 2018 : Sally4Ever : Pat (Georgie Glen (en)) (3 épisodes)
- 2018-2019 : Les Désastreuses Aventures des orphelins Baudelaire : Jemma (Carol Mansell) (3 épisodes)
- 2018-2020 : Manifest : Karen Stone (Geraldine Leer) (4 épisodes)
- 2020-2023 : Breeders : Jackie (Joanna Bacon) (30 épisodes)
- 2021 : Superman et Loïs : Martha Kent (Michele Scarabelli (en)) (saison 1)
- 2021-2023 : Sissi : la princesse Ludovica de Bavière (Julia Stemberger)
- 2021-2023 : Physical : Liz Norton (Wendie Malick) (4 épisodes)
- depuis 2021 : Les Feux de l'amour : Gloria Simmons (Judith Chapman) (2e voix)
- 2022 : The Devil's Hour (en) : ? (?)
- 2023 : Unprisoned (en) : Sœur Annie (Marla Gibbs)
- 2024 : Bodkin (en) : Sœur McDonagh (Aine Ni Mhuiri (en))

#### Téléfilms
- 1985 : Le Bonheur au bout du chemin : Mme Amelia Evans (Jackie Burroughs)
- 1987 : Quand les Jetson rencontrent les Pierrafeu : Wilma Pierrafeu, Jane Jetson, Rosie le robot (animation)
- 1988 : Scooby-Doo et l'École des sorcières : Miss Grimwood, Révolta (animation)
- 1992 : Derrick contre Superman : voix diverses
- 1993 : La Classe américaine : Jacqueline (Angie Dickinson)
- 2013 : À la recherche de l'esprit de Noël : Gwen Hollander (Olympia Dukakis)
- 2013 : Tempête solaire : Au péril de la Terre : la vice-présidente Alice Crane (Susan Hogan)
- 2014 : Mariée avant le printemps : Madame Rue (Stefanie Powers)
- 2021 : Sur la piste de Noël : Margaret Westdale (Jill Frappier)
- 2022 : Où es-tu maman ? : Nancy (Linda Grass)
- 2023 : Comment épouser un homme riche : Margaret Dumont (Marion Eisman)

#### Séries d'animation
- 1960-1966[n 3] : Les Pierrafeu : Wilma Pierrafeu
- 1962-1987[n 4] : Les Jetson : Jane Jetson et Rosie le robot
- 1967-1968[6] : Princesse Saphir : la sorcière
- 1969-1970 : Robert est dans la bouteille[7] : la mère de Joe
- 1973-1974[n 5] : Cherry Miel : Drastyca/Sister Jill, Mlle Adolphe, M. Tatami (épisode 2)
- 1980[n 6] : Le Voyage fantastique de Ty et Uan : Uan
- 1980[n 7] : Lutinette et Lutinou : la mère et la sœur de Lutinou
- 1981-1986[n 8] : Dr Slump : Arale Norimaki
- 1983 : Les Devinettes d'Epinal[8] : le petit singe
- 1983-1986 : Muscleman : voix additionnelles
- 1984 : Les Koalous[9] : Blinky, la grand-mère de Sandy
- 1984 : Les Fils de la Panthère Rose[10] : voix additionnelles
- 1984 : Laura ou la Passion du Théâtre : Chloé de St Fiacre, Céline
- 1984-1985 : Les Aventures du Petit Koala[11] : Mme Koala
- 1985-1987 : Les Patapoufpoufs[12] : Princesse, Sauve-qui-peut
- 1986-1987 : La Vie des Botes : Rose, divers appareils
- 1986-1987 : Les Petits Malins : Patty la lapine
- 1987 : Les Quatre Filles du Docteur March : Mary March (1re voix) et Sallie Gardiner
- 1987 : Hello Kitty : Hello Kitty, la grand-mère de Kitty
- 1987 : Maxie : la conseillère d'orientation
- 1987 : Du côté de chez Alf[13] : Stella
- 1989 : Super Mario Bros. : la mémoire du fleuve (épisode 5), la champi sirène (épisode 16), voix additionnelles féminines
- 1989 : Les Bisounours (Version Nelvana) : Maminours
- 1989-1990 : Alfred J. Kwak : Alfred J. Kwak, interprète du générique
- 1989-1991 : Scooby-Doo : Agence Toutou Risques : voix additionnelles (saisons 2 à 4)
- 1989-1991 : Babar : Céleste, Flore, Dame Rataxès et la mère de Babar
- 1989-1991 : Captain N : Mama Cervelas
- 1991 : Où est Charlie ? : voix féminines secondaires
- 1991 : Les Razmoket : Susie Carmichael (1re voix), Gertrude (1ers épisodes)
- 1991 : Le Septième Petit Frère : Mme Magpie
- 1991 : Cupido : la ministre du Rouge, Cupidette
- 1991 : Le Prince et la Sirène[14] : Hedwig la sorcière (2e voix), la narratrice (2e voix)
- 1991-1992 : Les Jumeaux du bout du monde : l'Impératrice douairière chinoise Cixi, Paulette
- 1992 : Les Aventures de Carlos : Mamie Têtard
- 1992 : Les Misérables : Azelma
- 1992 : Les Contes de Pierre Lapin et ses amis : Sophie Canétang, Flopsaut, Mme McGregor (2e voix)
- 1992-1995 : Les Animaux du Bois de Quat'sous : la vipère, Murmure
- 1992-1999 : Oui-Oui du Pays des jouets : voix féminines
- 1994 : Les Contes du chat perché : la mère
- 1995 : Aladdin : la reine Faribu (épisode 86)
- 1995-1996 : Princesse Starla et les Joyaux magiques : Lady Kale
- 1995-2000 : Titi et Grosminet mènent l'enquête : voix additionnelles
- 1996-1999 : Jumanji : la tante Nora
- 1997 : Superman, l'Ange de Metropolis : Lois Lane enfant (épisode 26)
- 1997-1998 : Les 101 Dalmatiens, la série : Spot, Princesse, Nanny, voix additionnelles
- 1998 : SOS Croco : Alberta, Lady McMonk, voix additionnelles
- 1999 : Triple Z : Gloriane Grant, Lorna Lenfer
- 1999-2001 : Hôpital Hilltop : Docteur Suzanne, l'infirmière Dany
- 2001-2009 : Oui-Oui : Mirou, Mademoiselle Chatounette, Melissa, Mademoiselle Ouistiti, Madame Quille
- 2003 : Chocotte minute : voix additionnelles
- 2002 : Tibère et la maison bleue : la grand-mère de Trotter (2e voix)
- 2004-2008 : Les Héros d'Higglyville : Fran
- 2005 : Pitt et Kantrop : ?
- 2005-2007 : Les Loonatics : Mallory Grosse-Tête
- Les Bisounours (version Nelvana) : Maminours et Toucostaud l’éléphant
- 2007-2012 : Mandarine and Cow : la mère
- 2007 : Tom et Jerry Tales : la maîtresse de Tom (épisode : L'homme qui murmure à l'oreille des chats)
- 2008-2012 : Phinéas et Ferb : la grand-mère Winifred Fletcher
- 2010 : Le Petit Prince : Naomie (La Planète de l'Astronome)
- 2010 : Marsupilami : Houba ! Houba ! Hop ! : Jane (épisode 39)
- 2011 : Rekkit : Mamie Greta
- 2011 : Pok et Mok : ?
- 2012-2016 : Martine : Madame Huguette
- 2012-2016 : La Maison de Mickey : Clarabelle Cow (2e voix)
- 2015-2016 : Heidi : la grand-mère de Peter (39 épisodes)
- 2016-2019 : Mickey Mouse : Clarabelle Cow
- 2016-2020 : Oui-Oui : Enquêtes au Pays des jouets : Mme Tic Tac
- 2017 : Ariol : Mme Proux (création de voix, saison 2)
- 2018 : La Bande à Picsou : Édith O'Drake (saison 1, épisode 21)
- 2018-2021 : 44 Chats : Marmita
- 2019 : Scooby-Doo et Compagnie : Mme Zobrinski (épisode 25)
- 2020 : Le Monde Merveilleux de Mickey : Clarabelle Cow
- 2020 : Sardine de l'espace : Mémé (création de voix)
- 2021 : Monstres et Cie : Au travail : Mme La Fuite
- 2021 : Archer : Malory Archer (2e voix, saison 12)
- 2021-2025 : La Maison magique de Mickey : Clarabelle Cow
- 2022 : Le Cuphead Show ! : la directrice de l'orphelinat
- 2023 : Carol et la fin du monde (en) : Pauline Kohl[n 9]
- 2025 : La Maison de Mickey+ (en) : Clarabelle Cow

### Jeux vidéo
- 2006 : Oui-Oui et le Livre magique : Mirou, Mélissa, Mademoiselle Chatounette, Mademoiselle Ouistiti, Souriceau et Madame La Quille
- 2009 : Anno 1404 : Hildegard von Lewenstein
- 2010 : Alan Wake : Cynthia Weaver
- 2018 : Fallout 76 : Superviseur de l'abri 76
- 2019 : A Plague Tale: Innocence : Clervie, une servante et une villageoise
- 2021 : Wavetale : Moira
- 2023 : Hogwarts Legacy : L'Héritage de Poudlard : Professeur Hecat
- 2023 : Wild Hearts : ?
- 2023 : Diablo IV : ?
- 2023 : Alan Wake 2 : Cynthia Weaver
- 2024 : Star Wars Outlaws : ?
- 2024 : Indiana Jones et le Cercle ancien : ?